# Parc des Grandes Fougères
Le parc provincial des Grandes Fougères est un parc naturel situé dans la Province Sud de Nouvelle-Calédonie à cheval sur les communes de Farino, Moindou et Sarraméa.

## Présentation
Situé sur les communes de Moindou, Farino et Sarraméa, à 1h30 de Nouméa, le parc des Grandes Fougères couvre une superficie de 4 535 ha de forêt tropicale humide, dans la partie Sud d’un massif forestier plus vaste appartenant principalement au domaine privé de la province Sud.
Compris dans la zone tampon terrestre de la zone côtière ouest inscrite au patrimoine mondial de l’UNESCO, il s’étend sur des terrains volcano-sédimentaires (schistes) à des altitudes variant entre 400 et 700 mètres.

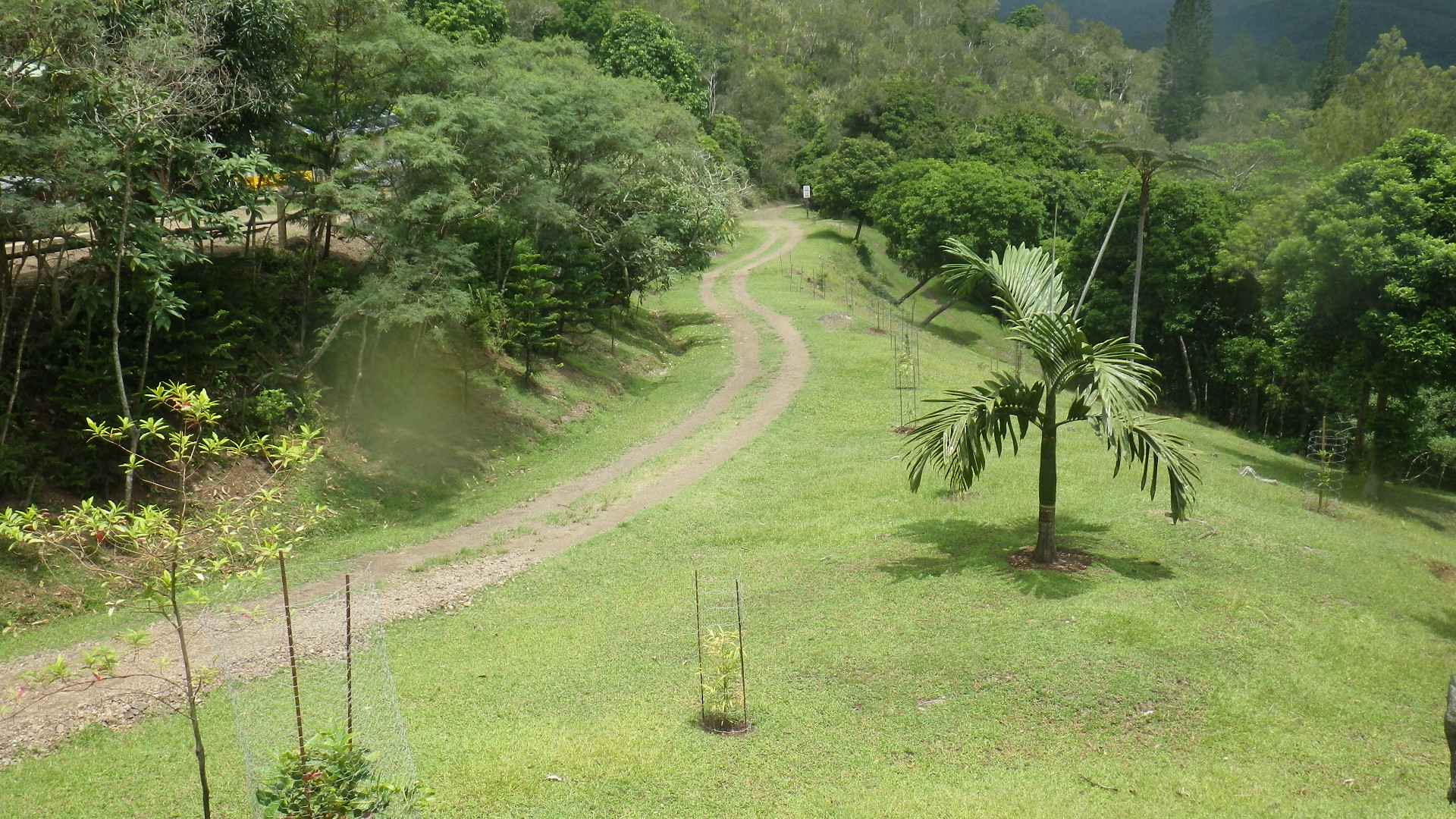
Chemin dans le parc.

Ce parc provincial créé en novembre 2008 a pour objectif essentiel de protéger des écosystèmes de forêt dense humide, qui présentent une biodiversité et des taux d’endémisme exceptionnels. Ainsi, un inventaire réalisé en 2009 par l’Institut de Recherche pour le Développement évalue à près de 500 le nombre d’espèces végétales du parc des Grandes Fougères, dont 70 % sont endémiques.
Le parc abrite également de nombreuses espèces d’oiseaux endémiques dont notamment le cagou, le notou, la fauvette calédonienne, le pigeon vert : il est à ce titre inclus dans un secteur géographique classé zone Importante pour la Conservation des Oiseaux (ZICO) par l’organisation BirdLife International. Le parc des Grandes Fougères constitue un lieu d’études pour des scientifiques du monde entier (botanistes, entomologistes, ornithologues). Les mesures de protection appliquées dans le parc intègrent la lutte contre les espèces exotiques envahissantes qui menacent la survie de la forêt. Le cerf rusa et le cochon sauvage font partie de ces espèces, ils sont donc chassés dans un secteur du parc des Grandes Fougères qui n’est accessible qu’aux chasseurs.

Logo du parc des Grandes Fougères.

Le Parc des Grandes Fougères a également pour objectif d’offrir aux visiteurs un espace de détente et de découverte de qualité, c’est pourquoi le secteur central a été aménagé pour recevoir le public. Un réseau d’environ 30 km de sentiers balisés permet d’y réaliser des randonnées pédestres variées, de la balade familiale d’une heure et demie à la randonnée sportive sur la journée. Des aires aménagées pour pique-niquer sont à la disposition des visiteurs. Certaines voies sont accessibles en VTT, le relief impose toutefois un minimum d’entrainement. Il est possible de bénéficier d’un guide de randonnée pédestre pour mieux découvrir l’environnement naturel et avoir des informations sur la région.